# Le Sacrifice d'Isaac (Le Caravage, Florence)
Vous lisez un « article de qualité » labellisé en 2018.
Pour les articles homonymes, voir Le Sacrifice d'Isaac.
Ne doit pas être confondu avec Le Sacrifice d'Isaac (Princeton).
Le Sacrifice d'Isaac est un tableau de Caravage conservé au musée des Offices de Florence. Il représente un épisode biblique tiré de la Genèse, au cours duquel le patriarche Abraham s'apprête à sacrifier son propre fils Isaac afin d'obéir à l'injonction de Dieu ; mais un ange arrête son geste juste à temps. La scène est représentée à l'extérieur ; il s'agit de l'un des rares paysages peints par Caravage, et c'est d'ailleurs le dernier qu'il représente alors qu'il s'apprête à orienter son style vers des traitements plus sombres et intimistes. Bien que le thème soit déjà bien connu, certains aspects de son traitement pictural offrent une perspective inédite : en particulier, les attitudes du patriarche et de son fils sont tout à fait inhabituelles par rapport à l'iconographie religieuse de l'époque.
Le tableau est une commande du cardinal Maffeo Barberini, qui devient plus tard pape sous le nom d'Urbain VIII. Il s'agit d'une des nombreuses commandes de tableaux religieux que passent à cette époque de prestigieux commanditaires, avides d'obtenir une œuvre du peintre lombard dont la célébrité est devenue considérable à Rome au tournant des XVIe et XVIIe siècles. Toutefois, Le Sacrifice présente de nombreux éléments stylistiques et thématiques qui le distinguent nettement des autres tableaux de chevalet que Caravage produit alors : ces particularités en compliquent la datation précise, qui s'étend selon les auteurs de 1597 à 1603, cette dernière date étant la plus couramment retenue. Après avoir été transmis au fil des siècles au gré des collections de la famille Barberini et de sa branche « Sciarra » en particulier, le tableau est finalement confié en 1917 aux Offices de Florence, où il est conservé depuis.
Une autre version de ce même thème apparaît dans un autre tableau qui appartient à une collection particulière à Princeton (États-Unis) ; toutefois, son attribution à Caravage est loin de faire l'unanimité parmi les historiens de l'art.

## Historique

### Commanditaire

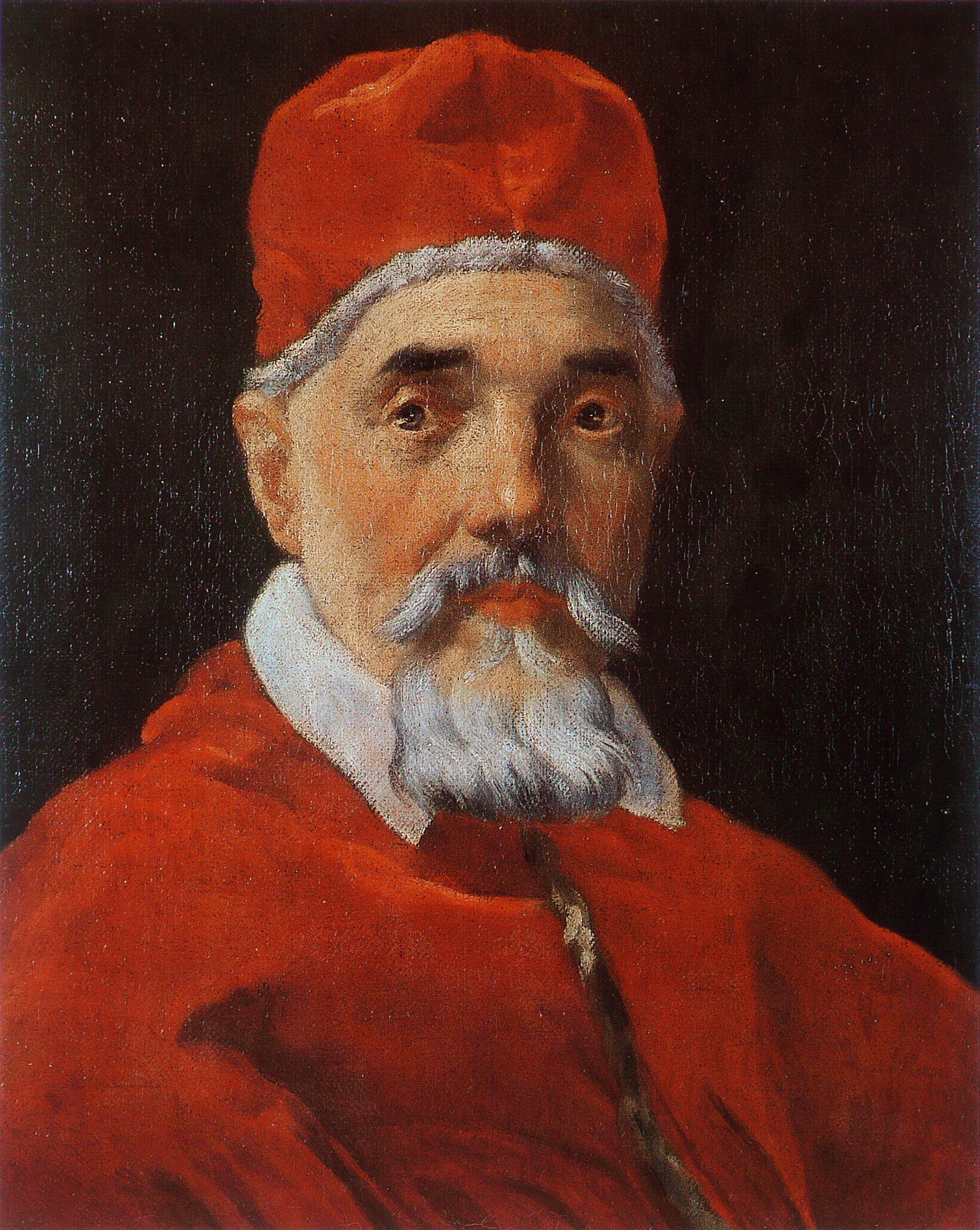
Maffeo Barberini, futur pape Urbain VIII, est le commanditaire du tableau de Caravage. Portrait par Bernini, v.1625 (palais Barberini, Rome).

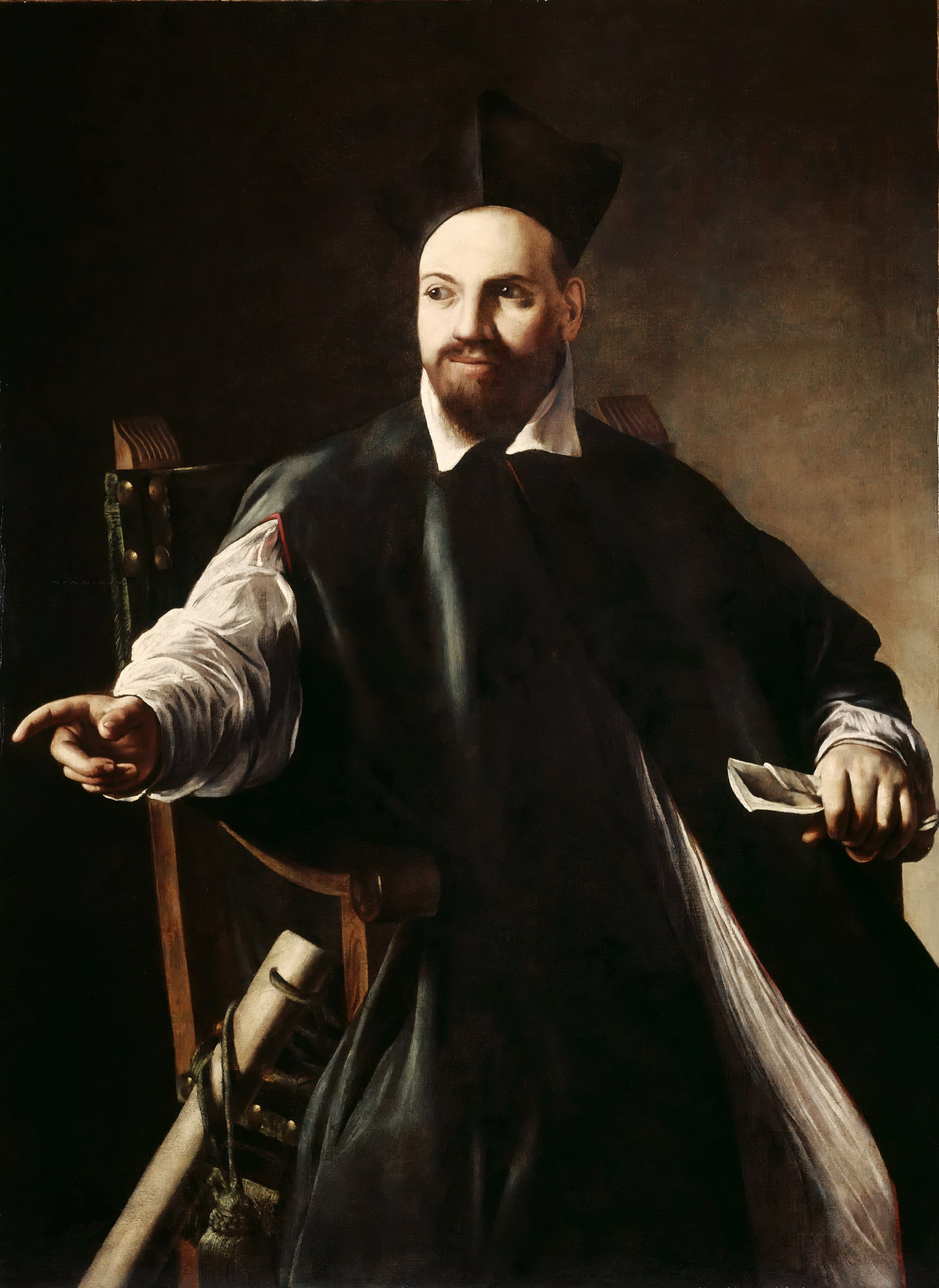
Ce portrait, parfois attribué à Caravage et daté autour de 1598, pourrait également représenter le commanditaire à une date proche de la réalisation du Sacrifice d'Isaac (coll. particulière, Florence).

La toile est une commande du cardinal Maffeo Barberini, qui deviendra pape vingt ans plus tard sous le nom d'Urbain VIII. C'est un commanditaire de prestige, qui assume déjà de hautes responsabilités au sein du Vatican en ce début de XVIIe siècle et qui s'intéresse au peintre le plus important du moment comme le font d’autres grands mécènes romains à la même époque : après le cardinal del Monte, ce sont notamment les Mattei et les Giustiniani (des personnalités influentes du monde de l'Église comme des affaires) qui négocient des commandes de tableaux de chevalet à thème religieux, alors que Caravage a acquis une extraordinaire renommée grâce à ses grandes commandes publiques « Contarelli » et « Cerasi ». C'est aussi à cette époque que les ennuis judiciaires du peintre se font de plus en plus présents, de scandales en procès : quelque temps plus tard, en 1606, il devra même fuir Rome après y avoir tué un homme lors d'une rixe.
Giovanni Pietro Bellori, l'un des tout premiers biographes de Caravage au XVIIe siècle, fait très explicitement mention du Sacrifice d'Isaac : « Pour le cardinal Maffeo Barberini, qui fut plus tard le pape Urbain VIII, il fit […] le Sacrifice d'Abraham, lequel approche le fer de la gorge de son fils, qui crie et tombe. » Comme le fait remarquer l'experte Rossella Vodret, certains éléments du tableau peuvent faire penser à une intention symbolique de rapprocher l’œuvre de son commanditaire : une église est visible dans le paysage et l'arbre en arrière-plan est un laurier, ce qui renvoie aux armoiries de la famille Barberini, de même que le Soleil qui éclaire la scène. D'après l'historien de l'art Alfred Moir, peut-être même doit-on reconnaître dans ce paysage un domaine appartenant à la famille Barberini sur le mont Albain.
Il existe un autre tableau connu sous le titre de Portrait de Maffeo Barberini, fréquemment attribué à Caravage et daté de la même époque : il est donc possible qu'il s'agisse d'une représentation directe du commanditaire du Sacrifice d'Isaac. Ce tableau est conservé dans une collection privée à Florence. Toutefois, son attribution à Caravage n'est pas unanimement acceptée, et même l'identité de l'homme représenté n'est pas certaine : il pourrait aussi s'agir du cardinal Benedetto Giustiniani.

### Propriétaires
Le tableau fait longtemps partie des collections de la famille Barberini, d'abord via le frère du cardinal puis ses descendants, pour passer en 1812 vers la branche Colonna Sciarra : à ce stade, au fil des siècles l'attribution à Caravage a été oubliée au profit du nom de Gerrit van Honthorst. À la fin du XIXe siècle, le prince Maffeo Barberini Colonna di Sciarra doit céder l'essentiel de ses tableaux à ses créanciers. C'est ainsi que le Sacrifice d'Isaac finit par entrer, à une date non précisée, en possession du peintre et collectionneur Charles Fairfax Murray qui l'acquiert comme étant de la main de van Honthorst. Le fils de Murray en fait ensuite don au musée des Offices en 1917,.

### Datation
L'authenticité du tableau et son attribution à Caravage ne présentent désormais aucune difficulté puisque tous les spécialistes du peintre s'entendent à ce sujet ; en revanche, sa datation précise reste sujette à débat. Pour la majorité des experts, il est sans doute peint vers 1603 ainsi qu'en attestent les paiements successifs effectués par Barberini à l'intention de Caravage entre mai 1603 et juillet 1604. Mais les relevés de ces paiements concernent non pas une seule mais deux œuvres commandées auprès du peintre lombard, et ils ne mentionnent pas explicitement leur titre, ce qui laisse une petite marge de doute quant à l'identification des toiles concernées. L'artiste perçoit en tout cas un total de 100 écus, ce qui constitue une somme importante. Toutefois, certains auteurs n'excluent pas une datation plus ancienne (par exemple : vers 1597-1598 en ce qui concerne Sybille Ebert-Schifferer et Fabio Scaletti) : en effet, la maturité stylistique de l’œuvre n’empêche pas de constater la forte prégnance d'éléments stylistiques proches de l'école lombarde et donc caractéristiques de la première manière de Caravage. Dans une des premières études publiées au XXe siècle, Matteo Marangoni parle d'ailleurs d'« anachronisme stylistique des différentes parties », ce qui lui donne le sentiment que « l’œuvre, en somme, résulterait de trois manières d'époques différentes » — et ce d'autant plus que les données de l'époque lui laissent penser que la toile est peinte fin 1606.

### Contexte artistique
Le choix d'une scène tirée de l'Ancien testament est inattendu par rapport aux autres productions religieuses de Caravage en ce tout début du XVIIe siècle : en effet, c'est la période où il peint pour d'autres commanditaires romains des tableaux de chevalet de taille similaire mais d'inspiration néo-testamentaire : L'Incrédulité de saint Thomas, Le Souper à Emmaüs ou encore L'Arrestation du Christ. Le fait qu'il s'agisse d'une scène d'extérieur le distingue également des autres œuvres contemporaines de Caravage. En revanche, le thème du sacrifice d'Isaac est relativement classique à l'époque — d'autant plus classique qu'il a donné lieu à une compétition acharnée dans le milieu artistique florentin du début du XVe siècle : Lorenzo Ghiberti et Filippo Brunelleschi s'étaient alors affrontés pour proposer chacun un bas-relief en bronze devant orner les portes du baptistère de la ville, mais avec deux approches très différents dans leur conception même. Bien que Ghiberti l'ait emporté à l'époque grâce à une composition délicate et d'une grande élégance, c'est malgré tout l'interprétation de Brunelleschi que semble retenir Caravage deux siècles plus tard : plus violente, plus vivante, elle correspond davantage à son style.

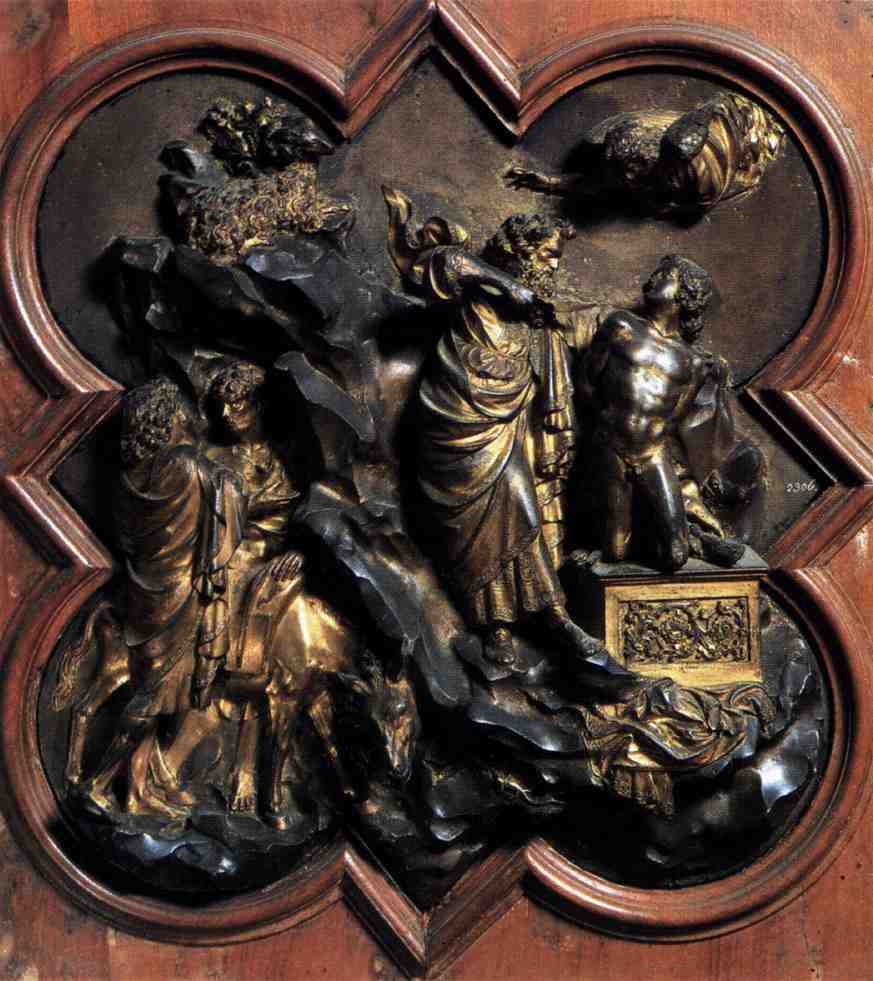
Le bas-relief de Ghiberti, 1401.
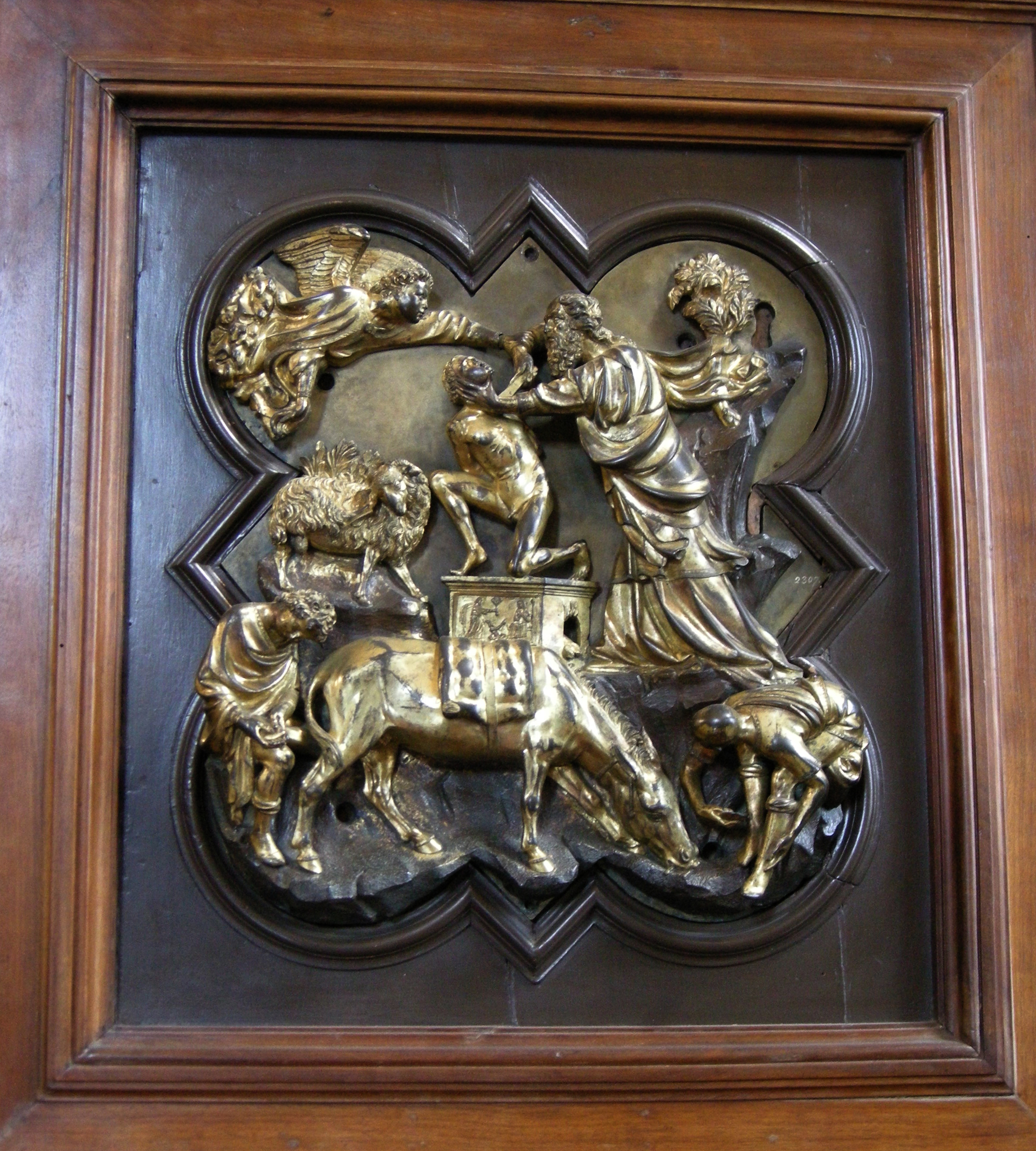
Le bas-relief de Brunelleschi, 1401.

## Description

### Tradition iconographique

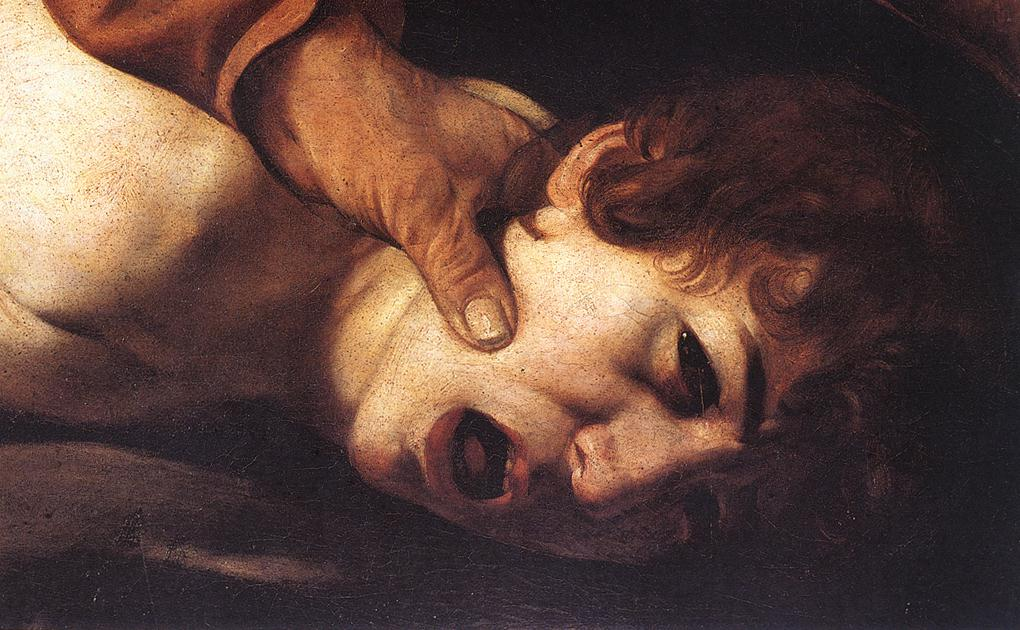
Le cri d'Isaac sous la menace du couteau de son père.

Un passage du livre de la Genèse, dans la Bible, raconte le geste du patriarche Abraham à qui Dieu demande de sacrifier pour lui son jeune fils Isaac afin d'éprouver sa foi : Abraham s'apprête à commettre cet acte lorsqu'un ange intervient pour arrêter son bras et rétablir la situation.

« 9. Lorsqu’ils furent arrivés au lieu que Dieu lui avait dit, Abraham y éleva un autel, et rangea le bois. Il lia son fils Isaac, et le mit sur l’autel, par-dessus le bois.
10. Puis Abraham étendit la main, et prit le couteau, pour égorger son fils.
11. Alors l’ange de l’Éternel l’appela des cieux, et dit : Abraham ! Abraham ! Et il répondit : Me voici !
12. L’ange dit : N’avance pas ta main sur l’enfant, et ne lui fais rien ; car je sais maintenant que tu crains Dieu, et que tu ne m’as pas refusé ton fils, ton unique.
13. Abraham leva les yeux, et vit derrière lui un bélier retenu dans un buisson par les cornes ; et Abraham alla prendre le bélier, et l’offrit en holocauste à la place de son fils. »

— Genèse, 22, 9-13
L'épisode biblique qui est ici représenté occupe une place particulière en termes d'exégèse dans la culture juive mais aussi chrétienne, dans la mesure où il exige une interprétation afin d'éclairer les raisons et les circonstances de l'exigence divine,.
Par ailleurs, le personnage d'Isaac est central dans la tradition juive qui y voit l'origine même du peuple juif, éternellement allié à Dieu par cet acte fondateur de la ligature (עקדת יצחק ou Akedát Yitzhák en hébreu) ; c'est également un point de désaccord voire de discorde entre cette tradition et celle portée par les textes fondateurs de l'Islam, en faveur d'Ismaël au détriment d'Isaac. L'épisode est donc essentiel pour les trois grandes religions monothéistes, qui en célèbrent le souvenir lors de fêtes annuelles : l'Aïd el-Kébir musulman ; le nouvel an (Roch Hachana) et la Pessah pour les juifs ; et la fête de Pâques pour les chrétiens, issue de la Pâque juive,. Il donne lieu, dès l'Antiquité, à de très nombreuses représentations iconographiques : on en trouve ainsi dès le IIIe siècle dans la synagogue de Doura-Europos ainsi que dans les catacombes romaines. Caravage se situe donc dans une forme de tradition iconographique ; il y apporte toutefois son interprétation personnelle qui n'est pas sans nouveauté.

### Interprétation par Caravage

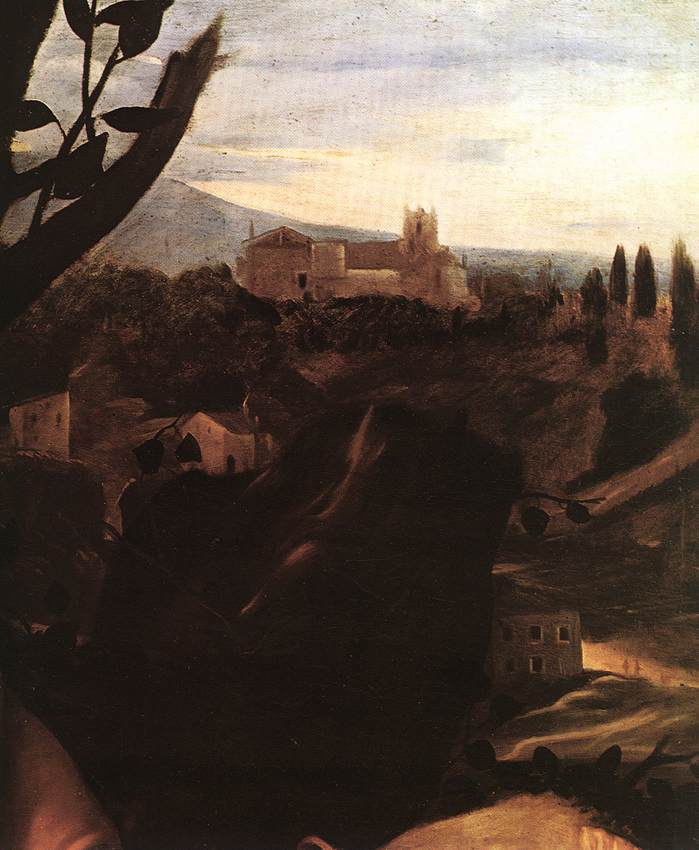
Le paysage de droite évoque la campagne italienne, mais peut aussi se prêter à plusieurs interprétations symboliques.

Directement inspiré par ce passage biblique, Caravage place l'action de son tableau au moment précis où l'ange vient arrêter le geste fatal d'Abraham : c'est une entorse au texte biblique qui n'évoque que la voix de l'ange et non pas son intervention physique, mais le procédé consistant à le matérialiser auprès d'Abraham est habituel, et le jeune peintre s'y conforme afin d'en exploiter tout le potentiel dramatique. Il va même plus loin, puisque l'ange est non seulement physiquement présent, mais il intervient directement en saisissant le bras du patriarche. La relation entre Abraham et l'ange prend dès lors un aspect humain et non plus surnaturel. Placé à gauche, l'ange étend donc le bras pour arrêter et retenir la main du patriarche qui est situé au centre de la composition et armé d'un couteau. Isaac est étendu vers la droite, la tête plaquée sur un rocher, la bouche ouverte dans un hurlement d'angoisse. La tête d'un bélier apparaît à sa droite immédiate, conformément au texte de la Genèse.
Un paysage évocateur de la campagne romaine occupe le coin supérieur droit du tableau, là encore conformément au texte de la Bible puisque la scène doit se dérouler en plein air ; toutefois la lumière qui éclaire les personnages est une lumière d'atelier. Ce choix d'une lumière directionnelle, typique de la manière de Caravage dès lors qu'il a dépassé le stade des œuvres de jeunesse, confère une remarquable présence physique à ses figures. Deux silhouettes à peine visibles dans le fond à droite peuvent évoquer les compagnons d'Abraham que celui-ci a laissés en arrière lorsqu'il part dans la montagne accomplir le sacrifice demandé. Roberto Longhi, le grand spécialiste de Caravage, établit un parallèle entre ce paysage et celui de la Conversion de saint Paul « Balbi ».
Des modèles récurrents de Caravage apparaissent dans ce tableau : le personnage d'Abraham ressemble beaucoup au disciple en haut de la composition dans L’Incrédulité de saint Thomas ou encore au second Saint Matthieu et l'Ange ; quant à Isaac, il a les traits du jeune Cecco qui sert très souvent de modèle au cours des années romaines de Caravage. Enfin, le modèle de l'ange semble le même que celui de Narcisse ou de l'ange dans la première version de La Conversion de saint Paul. Toutefois, selon des études techniques conduites sur le tableau, l'ange et Isaac pourraient avoir eu le même modèle, mais le personnage de l'ange aurait ensuite été idéalisé jusqu'à atteindre des traits léonardesques.
En 1954, la toile bénéficie d'un nettoyage. De nombreuses « incisions » y sont désormais observables en lumière rasante, effectuées par le peintre dans la couche d'apprêt de sa toile (par un stylet ou par le manche du pinceau) afin de marquer les positions de ses personnages. Cette technique des incisions constitue une marque caractéristique de la technique de Caravage, dont on n'a retrouvé aucun dessin préparatoire mais dont on sait qu'il traçait à même la toile des repères de composition. Ainsi, l'emplacement prévu pour la bouche d'Isaac est nettement perceptible sous la peinture, de même que l'emplacement de sa cuisse dont le dessin a ensuite été recouvert par le manteau d'Abraham comme on le perçoit par réflectographie.

## Analyse

### Palette
La palette n'est pas celle du ténébrisme bien que ce style ait déjà été adopté par Caravage quelques années plus tôt : au contraire, la toile est claire car la scène est située à l'extérieur avec un ton pictural proprement vénitien,. Cette clarté est si remarquable, au regard de la production habituelle du peintre lombard à cette période, que cela a même rendu difficile son attribution. C'est une palette qui est très semblable à celle d'une autre toile de dimension similaire, parfois attribuée à Caravage et titrée Nature morte aux fruits.
La campagne est ici décrite selon les conventions idylliques de l'époque, avec allée de cyprès, résidence de campagne et monastère se détachant sur un beau ciel d'été qui peut évoquer la Toscane ; mais il s'agit du tout dernier paysage que réalise Caravage. À compter de 1604, il peint un monde de plus en plus sombre et fermé et il fait disparaître de sa palette les tons médians, comme si la scène de son théâtre personnel s'assombrissait.

### Composition
Caravage apporte ici un grand soin à la composition. Le format horizontal, avec trois personnages en demi-figures, permet de focaliser l'attention sur les protagonistes : c'est un choix que Caravage applique à plusieurs reprises dans ses tableaux d'inspiration néo-testamentaire de cette période. L'action se développe dans une séquence horizontale, parallèle au plan du tableau ; une ligne rythmique continue se dessine grâce à la juxtaposition du bras de l'ange avec le corps d'Isaac,. Cette trame de composition, souligne Matteo Marangoni, reste néanmoins simple et naturelle : « de l'ange au mouton », écrit-il, « les lignes vitales des figures se déroulent jusqu'à n'en former qu'une seule, tout accidentée […] ». Cet enchaînement des gestes et le croisement des regards contribuent à donner toute sa force à la composition.
On retrouve dans ce tableau (tant dans la composition d'ensemble que dans le thème et la disposition des personnages) le pendant symétrique de Judith décapitant Holopherne peint quelques années plus tôt ; mais d'après Alfred Moir, Le Sacrifice d'Isaac présente des personnages d'un modelé plus profond et qui évoluent plus librement dans l'espace du tableau. Dans son analyse esthétique de fond, le critique Michael Fried voit dans Le Sacrifice d'Isaac l'une des toiles les plus emblématiques de Caravage pour sa propension à requérir « un certain "en dehors" ou "au-delà" du tableau […] pour que l’œuvre fonctionne » : et il souligne que les personnages « [s'y assemblent] de façon presque programmatique ».
Cette composition s'organise autour de la main d'Abraham qui tient le couteau : c'est à partir de ce point de focalisation que rayonnent les axes sur lesquels sont placées les têtes. Celles des victimes sont à droite, celles des détenteurs du pouvoir à gauche. Le couteau concentre ainsi toute l'intensité dramatique de la scène, intensité encore accentuée par le contraste entre la lame noire et la chair blanche du jeune Isaac. Ce contraste de couleur et de texture se retrouve sur un autre point de tension, là où la rugueuse main d'Abraham comprime le cou et la joue de l'enfant. L'historien de l'art Stefano Zuffi perçoit dans cette relation physique la capacité de Caravage à activer à la fois le sens du toucher et celui de l'ouïe, à travers le gémissement d'Isaac. Sybille Ebert-Schifferer voit dans la tête d'Isaac hurlant un écho de l'étude d'expression de la fameuse Méduse. Alfred Moir souligne pour sa part l'expressivité des mains, qu'il s'agisse de celles de l'ange ou du patriarche qui immobilise son fils, ou qu'il s'agisse des mains invisibles d'Isaac qui est condamné à l'impuissance.

Caravage propose deux compositions symétriques, à environ cinq années d'écart.
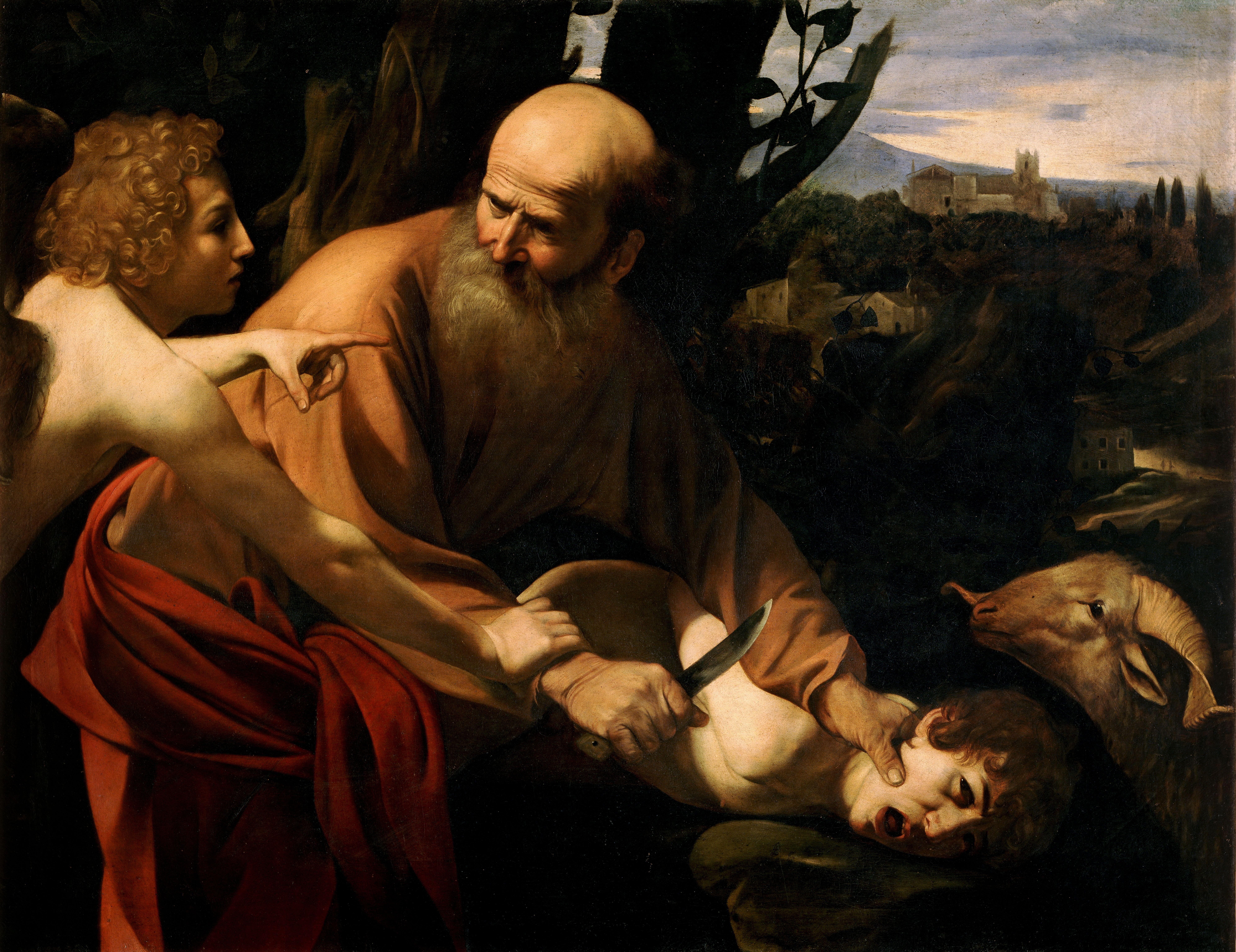
Le Sacrifice d'Isaac (v.1603).
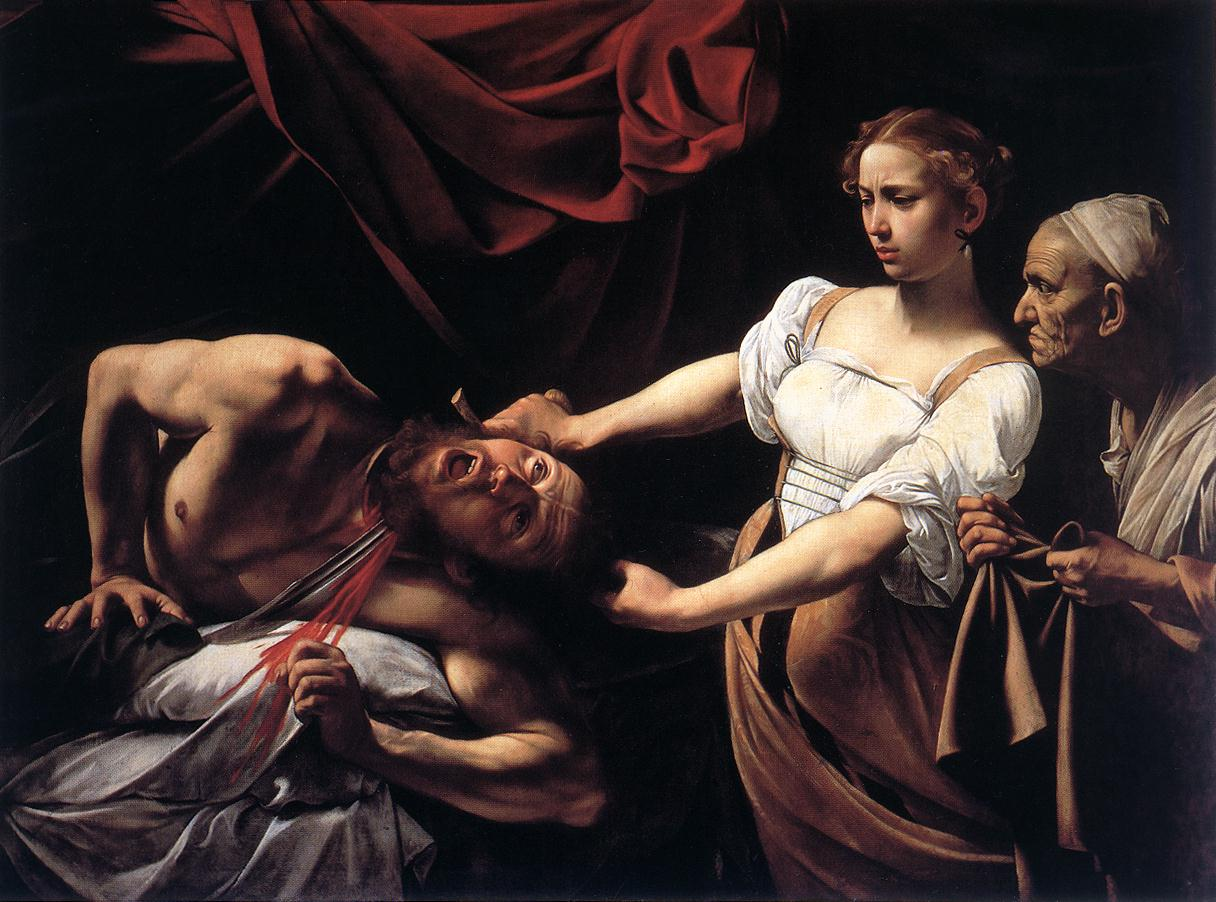
Judith décapitant Holopherne (v.1598).

### Symboles et métaphores
En dépit du thème lié à l'Ancien Testament, les historiens de l'art ont souvent interprété la scène et le décor comme une métaphore de l'avènement de l'Église chrétienne : Isaac représenterait alors la Passion et le sacrifice du Christ, tandis que la chapelle avec son baptistère sur la montagne symboliserait l'Église naissante, le Soleil à l'arrière-plan signifiant la présence de l'Esprit Saint. L'association du sacrifice du Christ à celui d'Isaac est un thème traité notamment par saint Augustin, dont les thèses sont fortement valorisées à l'époque de la contre-Réforme : un écho se trouve ainsi dans l'ouvrage de Federico Borromeo, De pictura sacra, qui enjoint aux artistes de pratiquer ce type de rapprochement spirituel autant qu'iconographique.
Quelle qu'en soit l'interprétation symbolique, ce décor serein et lumineux peut avoir pour effet de réduire la tension dramatique de la scène. Loin des interprétations majestueuses de Brunelleschi et Ghiberti, Caravage choisit au contraire de regrouper étroitement ses trois protagonistes : pour l'historienne de l'art Catherine Puglisi, le résultat est « curieusement statique », en comparaison avec d’autres œuvres contemporaines comme L’Arrestation du Christ, ce qui préfigure la tonalité plus méditative des toiles qui vont bientôt suivre. D'un autre point de vue, il est possible de considérer à l'instar de Sebastian Schütze que Caravage accentue « dramatiquement » l'iconographie traditionnelle de la scène à la fois par son traitement réaliste, et à cause de l'attitude terrorisée du jeune Isaac qui visiblement ne se résigne guère au sort qui l'attend. Cette résistance d'Isaac face à son cruel destin, preuve de l'empathie du peintre pour son personnage, constitue clairement une nouveauté dans le traitement du thème. La sombre détermination du patriarche, mêlée d'étonnement, constitue également une innovation iconographique de la part du peintre lombard. L'effet dramatique est renforcé par la gestuelle appuyée de l'ange, qui saisit fermement le bras du patriarche tout en pointant tout aussi nettement de l'index afin de préciser la volonté divine : une même intensité du geste se retrouve dans La Vocation de saint Matthieu et dans La Résurrection de Lazare.

## Influence

### Commentaires et copies

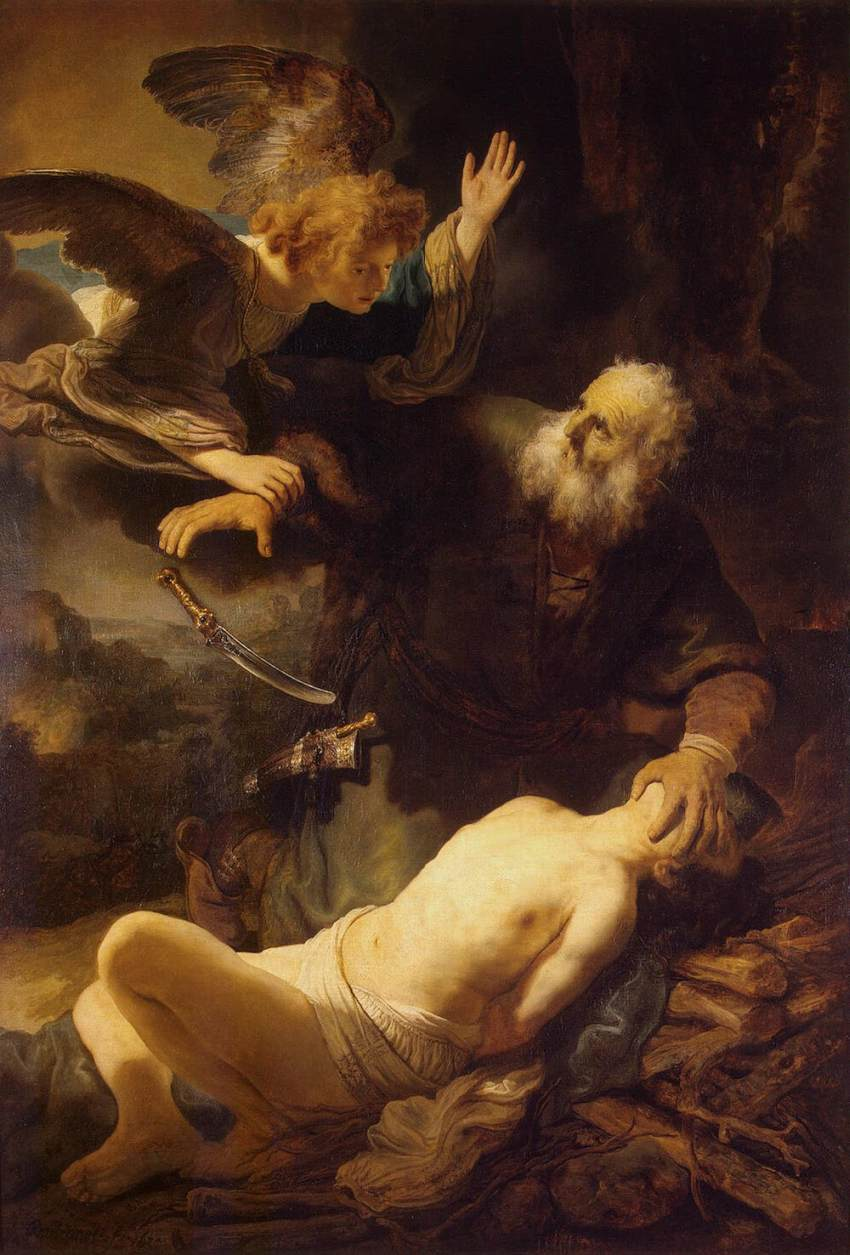
Sous l'influence de Caravage, Rembrandt propose sa propre réinterprétation de la scène dans son Sacrifice d'Isaac, v.1635 (musée de l'Ermitage).

L'influence artistique du Sacrifice d'Isaac au début du XVIIe siècle peut s'observer par le biais de quelques commentaires de spécialistes contemporains comme Bellori, important théoricien, biographe et critique d'art du XVIIe siècle qui le cite parmi les œuvres de Caravage dans ses Vies des peintres, sculpteurs et architectes modernes (Vite de' pittori, scultori e architecti moderni) ; le commanditaire, Maffeo Barberini, en fait mention dans un document daté de 1610 où il évoque affectueusement « [son] Abraham peint par Caravage » en réponse à l'ambassadeur de France Philippe de Béthune qui désire en faire réaliser une copie,. D'ailleurs, plusieurs autres copies contemporaines sont connues : Mina Gregori en dénombre au moins trois, l'une en collection particulière à Florence et deux à Londres.
Rembrandt, grand admirateur de Caravage, retient l'approche brutale de la scène dans son propre traitement du sujet quelques années après, même si des différences se font sentir dans le style narratif ; cette même œuvre est sans doute également influencée par le Saint Matthieu et l'Ange que Pieter Lastman, maître de Rembrandt, a vraisemblablement vu à Rome dans les années 1600.

### La version «Princeton»
Une autre version du Sacrifice d'Isaac est conservée à Princeton aux États-Unis, dans la collection Barbara Piabecka Johnson ; son attribution à Caravage pose toutefois question, de même que sa datation précise.
L'historien de l'art Eberhard König, sans trancher cette question de la paternité du tableau, souligne qu'il s'agit là d'une démonstration évidente du fait qu'une œuvre peut présenter deux compositions très différentes, ainsi que des coloris tout aussi différents, alors même que le thème est exactement le même et que les deux tableaux sont soit de la même main, soit de la même école caravagiste. Cette fois, c’est l'ange qui apporte le bélier ; et il ne semble plus interrompre le geste d'Abraham, comme si ce dernier attendait d'ores et déjà le message divin. Loin de la palette médiane du Sacrifice d'Isaac des Offices, le tableau de Princeton est haut en couleur, et son éclairage est saturé.

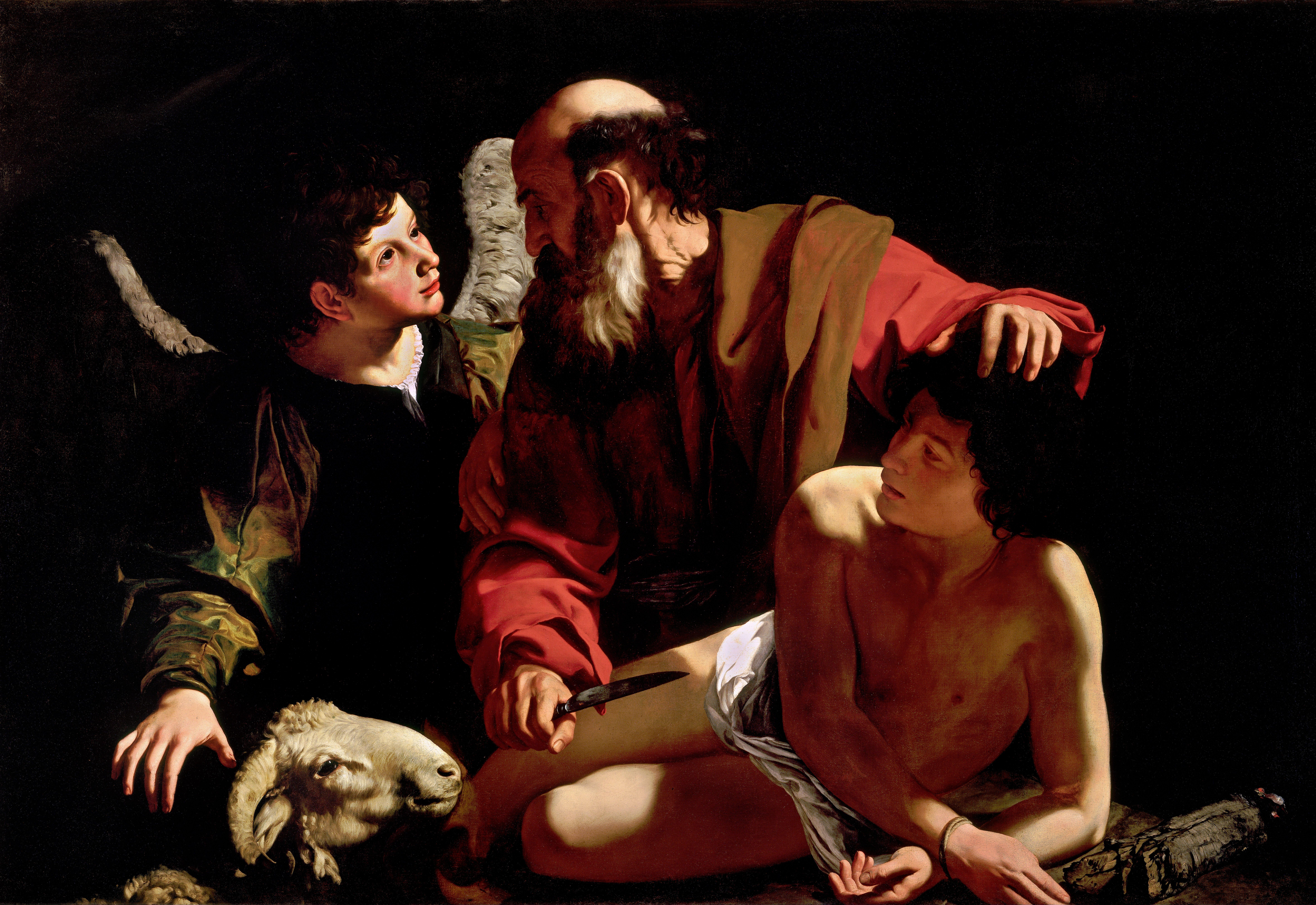
Le Sacrifice d'Isaac, Princeton (coll. particulière). Il est attribué par certains auteurs à Caravage, par d'autres à Cavarozzi.